# Robert Asprin
Œuvres principales
- Série MythAdventures (en)

Robert Asprin, né le 28 juin 1946 à St. Johns dans le Michigan et mort le 22 mai 2008  à La Nouvelle-Orléans en Louisiane, est un écrivain américain spécialisé dans la fantasy. Il est surtout connu pour sa série MythAdventures (en), publiée de 1978 à 2008.

## Œuvres

### SérieMythAdventures
1. (en) Another Fine Myth, 1978
2. (en) Myth Conceptions, 1980
3. (en) Myth Directions, 1982
4. (en) Hit or Myth, 1983
5. (en) Myth-ing Persons, 1984
6. (en) Little Myth Marker, 1985
7. (en) M.Y.T.H. Inc. Link, 1986
8. (en) Myth-Nomers and Im-Pervections, 1987
9. (en) M.Y.T.H. Inc. in Action, 1990
10. (en) Sweet Myth-Tery of Life, 1993
11. (en) Myth-Ion Improbable, 2001
12. (en) Something M.Y.T.H. Inc., 2002

### SérieTime Scout
Cette série est coécrite avec Linda Evans.
1. (en) Time Scout, 1995
2. (en) Wagers of Sin, 2000
3. (en) Ripping Time, 2000
4. (en) The House That Jack Built, 2001
5. (en) For King and Country, 2002

## Prix et récompenses
- 1988 : prix Inkpot